# 34414 MacLennan
34414 MacLennan este o planetă minoră (asteroid), cu un diametru de 6,533 km, din centura de asteroizi. A fost descoperită pe 5 septembrie 2000 la Stația Anderson Mesa de Lowell Observatory Near-Earth-Object Search. 
Obiectul prezintă o orbită caracterizată de o semiaxă mare de 3,0805197 UAi, o excentricitate de 0,11, o înclinație de 14,82182 ° în raport cu ecliptica.